# جوزف کارول (پژوهشگر)
جوزف کارول (انگلیسی: Joseph Carroll؛ زادهٔ ۱ ژانویهٔ ۱۹۴۹) اهل ایالات متحده آمریکا و یک محقق در زمینه ادبیات و تکامل است. او استاد برجسته موزه داران در دانشگاه میسوری در سنت لوئیس است، که از سال ۱۹۸۵ در آنجا تدریس کرده‌است.